# Željko Poljak
Željko Poljak – chorwacki lekarz i działacz turystyki górskiej.

## Życiorys
Urodził się 9 września 1926 w Zagrzebiu, gdzie studiował na Wydziale Humanistycznym i Przyrodniczo-matematycznym oraz w 1952 ukończył Medyczny (Uniwersytet w Zagrzebiu). Do emerytury pracował w klinice laryngologicznej Šalata w Zagrzebiu jako specjalista otorynolaryngolog, podspecjalizacja alergologia i immunologia kliniczna. Stopień doktora nauk zdobył w 1969, habilitował się w 1971, tytuł prymariusza zdobył w 1972, wybrany profesorem uniwersyteckim został w 1976, na członka Akademii Nauk Medycznych Chorwacji w 1981, członka Towarzystwa Literatów Chorwackich w 1996, na honorowego członka Chorwackiego Zrzeszenia Lekarskiego w 1997. Na Wydziale Medycznym zorganizował i prowadził podyplomowe studia laryngologiczne (od 1977) oraz alergologiczne i z immunologii klinicznej (od 1979), był prezesem Syndykatu Nauk Medycznych (od 975) i Komisji ds. Nostryfikacji Dyplomów (od 1982). W szpitalnianym centrum klinicznym Zagrzeb był prezesem Komisji Mieszkaniowej (od 1969), Komisji Odwoławczej Kadr Kierowniczych (od 1970) i Komisji ds. Reorganizacji Zarządu (od 1970). W Chorwackim Zrzeszeniu Lekarskim był 12 lat członkiem Komisji Głównej (od 1990) i prezesem Sekcji Alergologicznej (1978), wiceprezesem Sekcji ds. Alkoholizmu (od 1980), założycielem Chorwackiego Towarzystwa ds. Nazewnictwa Medycznego (1992), Klubu Literackiego (2002) i Klubu Turystyki Górskiej (1995) oraz reformatorem Chorwackiego Artystycznego Towarzystwa Lekarzy. W Stowarzyszeniu Alergologów i Immunologów Klinicznych Jugosławii był sekretarzem (od 1969), w Lidze Walki przeciwko Paleniu wiceprezesem (od 1987). Opublikował około 120 prac naukowych i specjalistycznych, był redaktorem „Liječničkiego vjesnika” (Wiadomości Lekarskich, 1975-1978), prezesem redakcji pisma „Sveučilišni vjesnik” (Wiadomości Uniwersyteckie, od 1983), redaktorem dziesiątek specjalistycznych zbiorów i podręczników, od 1991 jest redaktorem pisma „Liječničke novine”. Ważniejsze dzieła z dziedziny kroatystyki: „Hrvatski književnik Ivo Andrić” (2002), „Karlobaške ljekaruše” (2008). Nigdy nie był członkiem żadnej partii politycznej. Publicystyką zaczął się zajmować w 1950 i dotąd napisał ponad tysiąc różnych artykułów, często o polemicznym charakterze, w ponad 70 czasopismach i dziennikach.
Turystyką górską zaczął się zajmować w 1947 w Sekcji Górskiej FD (Towarzystwa Kultury Fizycznej) Dinamo w Zagrzebiu, był członkiem PD (Towarzystwa Górskiego) Zagrzeb od powstania w 1948, współzałożycielem PD Uniwersytetu „Welebit” w 1950, założycielem i prezesem PD KBC „Maksimir” w 1986, założycielem Klubu Turystyki Górskiej Chorwackiego Zrzeszenia Lekarskiego w 1995, prezesem FD „Medicinar”. Jest członkiem kierownictwa Chorwackiego Związku Górskiego (HPS) nieprzerwanie od ponad 60 lat (od 1959) jako członek komitetu wykonawczego, prezesem jego komisji ds. Górskiej Służby Ratunkowej, ds. działalności wydawniczej i ds. wypraw, prezesem związku (1981 – 1983), od 1959 do 2000 nieprzerwanie redaktorem „Hrvatskiego planinara” (wcześniej „Našie planine”), potem do 2012 członkiem rady nadzorczej.
Pisał do pisma „Hrvatski planinar”, w którym opublikował mnóstwo artykułów (Ekskurzija u Austrijske ledene jame; Proslava 60-godišnjice društva za raziskovanje jam Slovenije; O Velebitu iznutra).
Jest odznaczony złotą odznaką chorwackiego, słoweńskiego i bośniackiego związku górskiego, Trofeum Kultury Fizycznej Chorwacji, Orderem Zasługi dla Narodu, Orderu Jutrzenki Chorwackiej z wizerunkiem Franje Bučara, trofeum Międzynarodowego Komitetu Olimpijskiego „Sport and Environment”, honorowym członkiem HPS itd.
Jest pisarzem i teoretykiem turystyki górskiej. Publikuje przewodniki górskie (Klek, 1959; Učka, 1967; Welebit, 1969; Medvednica, 1970; Planine Hrvatske (Góry Chorwacji), 1974 – 2007 siedem wydań, Zlatna knjiga Hrvatskog planinarstva (Złota księga chorwackiej turystyki górskiej), 2004, 50 najljepših planinarskih izleta u Hrvatskoj (50 najpiękniejszych wycieczek górskich w Chorwacji), 2000 – 2008 cztery wydania itd.), The Mountains along the Croatian Coast (Góry wzdłuż chorwackiego wybrzeża, 2002), Küstengebirge Kroatiens (Góry chorwackiego wybrzeża, 2002) i dzieł historycznych (Hrvatsko planinarstvo – Chorwacka turystyka górska, 1975; Slike iz povijesti hrvatskog planinarstva – Obrazy z historii chorwackiej turystyki górskiej, 1987). Wytyczył Welebicki Szlak Górski (1969) i Chorwacką Transwersalę Górską (1970). Zajmuje się fotografią górską. Ze swoimi slajdami wygłosił ponad sto prelekcji. W czasach studenckich zajmował się jako członek AO PDS „Welebit” alpinistyką (pionierskie wejścia wspinaczkowe w Prokletijach i Dinarze). Systematycznie zbadał wszystkie chorwackie góry, jak i wiele europejskich (Pireneje, Apeniny, Alpy, Tatry, Karpaty, Skandynawia, Wyspy Brytyjskie, Półwysep Iberyjski, kraje bałkańskie), a poza Europą jako światowy podróżnik wspinał się w Armenii, Anatolii, Kurdystanie, Mongolii, Iranie, Wyspach Sundajskich, Górach Skalistych, dżunglach Jukatanu, wulkanach polinezyjskich i Himalajach. Pierwszy zatknął chorwacką flagę na himalajskim szczycie (na Annapurnie, w 1971).
Turystyka górka służy mu jako środek poznawczy, a organizacja górska jako baza do walki o ochronę przyrody. Turystykę górską uważa za część składową kultury narodowej, a literaturę górską za część składową literatury narodowej, co udokumentował w książce „Hrvatska planinarska književnost” (Chorwacka Literatura Górska, 1994). W tym poglądzie znany jest z uporczywych, długoletnich starań. W jego antologii znaleźli się następujący pisarze: Borislav Aleraj, Šime Balen, Darko Berljak, Srećko Božičević, Stipe Božić, Vlado Božić, Bude Budisavljević, Ljerka Car-Matutinović, Ante Cividini, Vjekoslav Cvetišić, Halid Čaušević, Marijan Čepelak, Avelin Ćepulić, Ivan Česmički, Tomislav Đurić, Vilim Ferlin, Branko Fučić, Stanislav Gilić, Zlata Godler, Ivan Gojtan, Ante Grimani, Branimir Gušić, Dragutin Hirc, Miroslav Hirtz, Josip Horvat, Vladimir Horvat, Dunja Horvatin, Pavica Hrazdira, Tomislav Jagačić, Vladimir Jagarić, Dragojla Jarnević, Vladimir Jurčenko, Želimir Kantura, Zvonimir Keler, Ante Kovačić, Ivan Krajač, Silvije Strahimir Kranjčević, Milan Krmpotić, Božidar Kukuljević, Ivan Kukuljević Sakcinski, Barbara Lapenna-Brakus, Ivo Lipovšćak, Božena Loborec, Ivan Lovrić, Petar Lučić Roki, Franjo Marković, Zdenka Marković, Stijepo Mijović Kočan, Borislav Mikulić, Krunoslav Milas, Božidar Nagy, Vladimir Nazor, Vjekoslav Novotni, Vlado Oštrić, Gjuro Pany, Josip Pasarić, Drago Paulić, Marija Peakić-Žaja, Antun Petković, Smiljana Petričević, Željko Poljak, Ante Premužić, Đuro Priljeva, Dubravka Ramušćak, Davor Ribarović, Ante Rukavina, Tomislav Sablek, Mario Saletto, Ivo Slaviček, Vladimir Stahuljak, Rudo Starić, Martin Sušac, August Šenoa, Milan Šenoa, Branko Šeparović, Antun Branko Šimić, Mira Šincek, Nikola Šop, Branimir Špoljarić, Slavko Tomerlin, Zlatko Tomičić, Josip Torbar, Mirjana Trošelj, Davorin Trstenjak, Jozo Vrkić, Ljudevit Vukotinović, Danijel Vukušić, Alberto Weber i Petar Zoranić..
Dzieła autobiograficzne: „Tri rinologa” (Trzej rynolodzy), 2003; „Život na planinarski način” (Życie w stylu górskim), 2005.